# Танц (филм, 1894)
„Танц“ (на английски: Dance) е американски късометражен ням филм от 1894 година на режисьора Уилям Кенеди Диксън с участието на Роза Франс, Франк Лоутън и Ита Уилямсън, заснет в лабораториите на Томас Едисън в Ню Джърси. Кадри от филма не са достигнали до наши дни и той се смята за изгубен.

## Сюжет
Две жени и един мъж, облечени в атрактивни костюми, изпълняват жив, ексцентричен танц пред камерата.

## В ролите
- Роза Франс като танцьорката
- Франк Лоутън като Гедеон Фут
- Ита Уилямсън като съпровождащата танцьорка[3]

## Интересни факти
- Оригинално танцът от филма е бил изпълняван в музикалната комедийна пиеса на Чарлз Хейл Хойт „Млечнобяло знаме“.[4]